# La prisión de la libertad
La prisión de la libertad (titulado Das Gefängnis der Freiheit en Alemania) es un libro conformado por 8 cuentos del escritor alemán de literatura fantástica Michael Ende, publicado en 1992.

## Estructura
Los ocho cuentos del libro son:
- La meta de un largo viaje (Einer langen Reise Ziel)
- El pasillo de Borromeo Colmi (Der Korridor des Borromeo Colmi)
- La casa de las afueras (Das Haus an der Peripherie)
- Sin duda algo pequeño (Zugegeben etwas klein)
- Las catacumbas de Misraim (Die Katakomben von Misraim)
- Notas de Max Muto, viajero por el mundo del sueño (Aus den Aufzeichnungen des Traumweltreisenden Max Muto)
- La prisión de la libertad (Das Gefängnis der Freiheit)
- La leyenda de Indicavía (Die Legende vom Wegweiser)

## Los ocho cuentos

### La meta de un largo viaje
El primer cuento trata sobre Cyril, un niño de aspecto desgarbado que por motivos del trabajo de su padre lord Abercomby, viaja de una gran ciudad a otra sin permanecer más de un mes o dos en el mismo sitio. Una tarde cuando Cyril estaba paseando por los pasillos de un hotel descubre a una niña que estaba acurrucada en un sillón llorando; él se acerca a ella y trata de averiguar qué es lo que le sucede, la niña le cuenta que estaba de viaje por Europa con su tía pero que tenía unas ganas terribles de volver a su hogar en un pequeño pueblo de Estados Unidos. Al día siguiente, Cyril no vuelve a saber de ella, pero por primera vez comprende que nunca había tenido algo parecido a un hogar, por lo que decide realizar una búsqueda de este por el mundo. Al crecer, Cyril sigue en una infructuosa búsqueda, pero un día es invitado a una cena organizada por un reconocido banquero, y éste al estar enseñándoles su colección de arte a los invitados, Cyril se queda conmocionado con una pintura titulada “La meta de un largo viaje”, que representaba un desierto pedregoso en cuyo centro se alzaba una roca gigantesca donde en la cima había un palacio de ensueño. Cyril llega a la conclusión de que ese lugar debía de existir y también que debió haber estado allí por lo menos alguna vez, por ello se termina obsesionando por encontrar ese lugar, lo cual lo llevará a realizar todo tipo de acciones con tal de lograr su objetivo.

### El pasillo de Borromeo Colmi
El segundo cuento versa sobre un extraño lugar llamado “el pasillo de Borromeo Colmi”; que a través de un personaje anónimo narra cómo durante su estancia en Roma descubre la existencia de dicho  pasillo, que se encontraba en un palacio de  una de las descendientes de un amigo del arquitecto del pasillo, Borromeo Colmi. Después,  al aventurarse con su esposa en este pasillo, el personaje narra los misterios que ocurren en él, como que  al adentrarse uno se va volviendo más pequeño al igual que la distancia que se pueda recorrer;  pero lo que es aún más extraño es que  no se sabe que pueda haber al otro extremo del pasillo donde se observa un rayo muy fino y verde que caía sobre el ojo de quien caminara hacia él, lo cual llevará a este personaje y a su esposa a querer descubrir que hay detrás de este misterio.

### La casa de las afueras
En el tercer cuento se narra, a través de una carta dirigida al autor del “pasillo de Borromeo Colmi”, el extraño caso de la infancia de Joseph Remigus Seidl. El remitente, quien es este personaje, narra como en las afueras de Feldmoching, en un pequeño prado existía una casa que daba a los habitantes ocasión a las más variadas conjeturas durante su infancia. En ella no se había visto salir o entrar a nadie más que a una mujer mayor de aspecto extraño a la que apodaban Walli-Pedorrera, que estaba solo pocos días a la semana. Un día, su hermano mayor Emil, quien era cerrajero, le cuenta que Walli había ha ido al lugar donde trabaja y había encargado que arreglaran la cerradura de su casa; estos al llegar a la casa que se encontraba sola aquel día, se dan cuenta de los extraños misterios que la rodeaban: los cuatro lados de la casa eran iguales, pero sobre todo que al entrar en una de las cuatro puertas de inmediato se podía salir del otro lado fuera de la casa. Esto y otros sucesos que ocurren hacen que Joseph y su hermano se llenen de inquietud y miedo, y traten de descubrir cuál es el misterio que esconde aquel lugar.

### Sin duda algo pequeño
El cuarto cuento se desarrolla en Roma, cuando un personaje de nombre desconocido que estaba sentado al borde de un pequeño estanque, ve salir a una numerosa familia en un diminuto vehículo. Estos al estar discutiendo sobre el mecanismo del estanque empiezan a envolverlo en la discusión y terminan por inquietarlo, haciendo que este desee irse de allí inmediatamente poniendo como excusa que tenía una cita importante a la cual ir. La familia al escuchar esto lo convencen de darle un aventón hasta el lugar de su cita, por lo que al no tener opción entra al vehículo y se percata de lo enorme que es por dentro siendo capaz de tener una vivienda con varios cuartos. El personaje atónito al no creer lo que ve, se asusta y escapa del vehículo. Posteriormente llegará a una explicación poco común de este fenómeno que ocurre en Italia.

### Las catacumbas de Misraim
El quinto cuento trata sobre un pueblo de sombras que se encuentra en las catacumbas de Misraim, un lugar gobernado por una extraña voz llamada Bechmoth y que está compuesto por un laberinto de pasillos, escaleras, salas, pasadizos, cámaras y cuevas del cual se cree no existe ninguna salida posible y en el que viven, trabajan, duermen y reproducen las sombras, considerando esto como  la única realidad posible.  Iwri es la única sombra diferente a todas, la cual tiene extraños sueños con ventanas que permitían contemplar algo fuera de las catacumbas. Estos pensamientos  llevan a  Iwri a ser expulsado fuera del sistema de las catumbas, lo que hace que este se quiera suicidar y sea encerrado. Después, al ser rescatado por unas sombras es llevado a una extraña instalación de invernaderos en la cual en el centro se alzaba un palacio de cristal, donde conoce a la Doctora Lewjothan, la cual le dice que está en contra de Bechmoth y que ayuda al pueblo de sombras a dejar de sufrir de las torturas de éste, a través de una droga llamada Gul hecha a partir de hongos que se cultivan en los invernaderos y que se suministra a todas las sombras en su comida; a su vez, le explica que por una extraña razón él es inmune y necesita de él para que cuide y repare los invernaderos y así ayude al pueblo de las sombras. Iwri acepta y después de un tiempo  durante su labor encuentra a un hombre en malas condiciones, el cual le dice que era su antecesor y que todo es una mentira, que en verdad existe un lugar más allá de las catacumbas y que el Gul es una droga que hace que las sombras se olviden de su realidad, y así Bechmoth y Lewjothan puedan seguir gobernándolos.  Éste finalmente le insta a Iwri que destruya los invernaderos para que así las sombras  puedan despertar, lo que lo llevará a que tome una determinación y trate de ayudar a conseguir la libertad del pueblo de las sombras.